# Paradinástevo
Paradinástevo (em grego: παραδυναστεύων; romaniz.: Paradynasteuōn; Aquele que governa ao lado) foi um termo usado, especialmente no Império Bizantino, para designar um favorito do governante, frequentemente elevado a posição de ministro chefe. Provavelmente decorrente de Tucídides, foi usado no Império Romano Tardio para pessoas com grande autoridade. Não foi um título ou posição oficial, mas o termo foi extensivamente usado por cronistas tais como Teófanes, o Confessor e Teófanes Continuado para designar um assessor mais próximo do imperador e ministro-chefe. Ganhou mais importância durante o período Comneno e continuou a ser usado por historiadores do período paleólogo, embora o termo mais técnico de mesazonte ("mediador"), que eventualmente chegou a corresponder a um escritório real, tinha em grande parte o substituído.